# Igor Stanojević
Igor Stanojević (in serbo Игор Станојевић?; Belgrado, 24 ottobre 1991) è un calciatore serbo, centrocampista del T6 Nika Lepušnica.

## Palmarès

### Club

#### Competizioni nazionali
- Supercoppa d'Armenia: 1

Širak: 2017